# 米伦艾克森
米伦艾克森（德語發音：[ˈmyːlən ˈaɪksən]）是德国梅克伦堡-前波莫瑞州的一个市镇。总面积23.70平方公里，总人口1000人，其中男性520人，女性480人（2011年12月31日），人口密度42人/平方公里。

## 地名发音问题
事实上，该地名Mühlen Eichsen的发音为[ˈmyːlən ˈaɪksən]，根据实际发音其应译作“米伦艾克森”，《世界地名翻译大辞典》中将其误译作“米伦艾希森”。